# Predrag Erak
Predrag Erak (Travnik, 1º luglio 1970) è un allenatore di calcio ed ex calciatore bosniaco, di ruolo difensore.

## Palmarès

### Competizioni nazionali
- Coppa di Jugoslavia: 1

Hajduk Spalato: 1990-1991